# Boronia virgata
Boronia virgata Paul G.Wilson – gatunek krzewu z rodziny rutowatych. Występuje w południowej części Australii Zachodniej, głównie w pobliżu miejscowości Walpole i Denmark, także na terenie parku Walpole.

## Morfologia i ekologia
PokrójSmukły i wyprostowany lub rozłożysty. Osiąga do 2 m, zazwyczaj pomiędzy 0,3 do 1 m wysokości.
KwiatyRóżowe. Kwitnie pomiędzy sierpniem a lutym.
SiedliskoRośnie na wodnistych, bagnistych terenach.